# Coquet (rivière)
Pour les articles homonymes, voir Coquet.
Le Coquet est un fleuve côtier anglais d'une longueur de 64 km qui coule dans le comté du Northumberland et débouche dans la Mer du Nord.